# Muhamed Memić
Muhammed Memić, född den 2 september 1960 i Derventa, Jugoslavien, är en jugoslavisk handbollsspelare.
Han tog OS-brons i herrarnas turnering i samband med de olympiska handbollstävlingarna 1988 i Seoul.